# Crowell, Texas
Crowell är en stad i den amerikanska delstaten Texas med en yta av 4,9 km² och en folkmängd som uppgår till 1 141 invånare (2000). Crowell är administrativ huvudort i Foard County.